# Heterachthes myrrheus
Heterachthes myrrheus är en skalbaggsart som beskrevs av Pierre Émile Gounelle 1910. Heterachthes myrrheus ingår i släktet Heterachthes och familjen långhorningar. Inga underarter finns listade i Catalogue of Life.